# L'Avenir (Quebec)
L'Avenir es un municipio canadiense situado en la provincia de Quebec.

## Superficie
L'Avenir tiene una superficie de 97,59 km².

## Demografía
En 2021, tenía 1350 habitantes, una densidad poblacional de 13,8 hab./km², y 558 viviendas.